# José María Calderón
José María Calderón (12 de octubre de 1820 – 18 de octubre de 1872), también conocido como "el Cachorro", fue un oficial militar boliviano. Conocido por su valentía en el campo de batalla, ascendió en las filas y finalmente se alineó con la dictadura de Mariano Melgarejo. José María de Achá sentenciaría a Calderón a muerte en 1861. Para evitar la sentencia, Calderón huyó al interior de Bolivia, donde pasó años en los Llanos de Moxos.

## Primeros años
Nació en La Paz, hijo de Daniel Calderón Rada y Eulalia Roberta Bittencourt Jones. Su padre era un terrateniente adinerado, hijo de Felipe Calderón de la Barca Lopetegui y Fernanda Josefina Rada Guzmán de Mendoza y Rivero.

## En el Ejército boliviano
Calderón comenzó sus clases en el Colegio Militar de La Paz a los 18 años. Sin embargo, mientras aún se entrenaba para convertirse en oficial militar, estalló la Guerra Peruano-Boliviana de 1841-42, poniendo en grave riesgo la independencia de Bolivia.
Se enlistó en el ejército y participó en la Batalla de Ingavi bajo el mando del General José Ballivián. Se dice que actuó con gran valentía durante la batalla, donde resultó herido. Por sus acciones, fue ascendido a teniente primero.

## Rebelde dentro del ejército
Calderón permaneció leal al General Ballivián hasta 1846. Ese año, fue persuadido para unirse a los esfuerzos de José Miguel de Velasco para derrocar a los ballivianistas del poder. En 1847, Velasco derrocó a Ballivián. Sin embargo, Eusebio Guilarte tomó el mando del país. En pocos días, Velasco derrotó a los restantes ballivianistas en Bolivia, convirtiéndose en Presidente de Bolivia. Por su lealtad, Calderón fue ascendido al rango de capitán.
Calderón no dudó en abandonar a Velasco cuando Manuel Isidoro Belzu desafió al presidente. Ahora partidario de la causa belcista, Calderón ayudó a derrocar a Velasco menos de un año después del golpe que sacó a Ballivián. Como recompensa, fue ascendido al rango de mayor.
Por su continua lealtad hacia Belzu, el caudillo lo ascendió a teniente coronel en 1855. Sin embargo, a pesar de haber sido un ferviente partidario de Belzu durante años, Calderón apoyó la causa de José María Linares, que buscaba poner fin al gobierno del presidente belcista Jorge Córdova. El 9 de septiembre de 1857, los linaristas derrocaron al gobierno del presidente Córdova. Linares ascendió a Calderón al rango de coronel por su lealtad.

## Exilio y regreso a Bolivia
Poco después de que Linares se convirtiera en presidente, Calderón fue desterrado. A pesar de su lealtad hacia Linares, Calderón no era confiado por el presidente. Al llegar a Puno, Calderón encontró la ciudad llena de exiliados bolivianos que buscaban regresar. Con la ayuda de otros belcistas, Calderón regresó del exilio en 1860. En ese momento, Linares enfrentaba una gran rebelión contra su dictadura. José María de Achá finalmente traicionó a Linares y lo derrocó. Ahora presidente, Achá desconfiaba de Calderón, por lo que lo condenó a muerte. Calderón escapó de la sentencia ocultándose en Beni. La presidencia de Achá fue un desastre y en pocos años, Bolivia fue sumida en el caos y la anarquía. Percibiendo una oportunidad, Calderón se unió al General Mariano Melgarejo en sus esfuerzos por derrocar al impopular Achá. A finales de ese año, Achá fue derrocado por Melgarejo.
Ahora partidario del partido melgarejista, Calderón permaneció leal a Melgarejo. En 1865, estalló una importante revuelta contra Melgarejo en todo el país. Liderada por los generales Casto Arguedas, Ildefonso Sanjinés y Nicanor Flores, la Revolución Constitucionalista casi derrocó a Melgarejo. Sin embargo, al obtener importantes victorias en la Batalla de Cantería, Calderón fue ascendido al rango de general de brigada. Continuó su apoyo a Melgarejo y derrotó a otro ejército rebelde en la Batalla de Letanías.

## Caída y muerte
Calderón permaneció leal a Melgarejo hasta su derrocamiento el 15 de enero de 1871. Estuvo presente en los cuarteles de La Paz, donde fue capturado. Fue llevado a Inquisive, donde permaneció prisionero hasta su muerte el 18 de octubre de 1872.

## Matrimonio y familia
Se casó el 4 de mayo de 1854 con Gertrudis Peñailillo Borda. Era la hija del general Ambrosio Peñailillo.